# 1949 في المكسيك
فيما يلي قوائم الأحداث التي وقعت خلال عام 1949 في المكسيك.

## رياضة
- 17 يوليو – الدوري المكسيكي الممتاز 1948-49 الفائز كلوب ليون.

## أفلام
من الأفلام التي صدرت هذه السنة في المكسيك:
- 1 يناير – القرع العطاء من إخراج Gilberto Martínez Solares [الإنجليزية]‏.

## مواليد

### يناير
- 1 يناير – دونالد س. جونسون دبلوماسي أمريكي.
- 1 يناير – ديفيد هويرتا شاعر مكسيكي.[1]
- 15 يناير – توني سالازار
- 19 يناير – ميغيل رومو ميدينا سياسي مكسيكي.
- 30 يناير – ألفونسو رودريغيز أوتشوا سياسي مكسيكي.

### فبراير
- 3 فبراير – خوان خوسيه إسباراغوزا مورينو مهرب مخدرات مكسيكي.
- 8 فبراير – فلوريندا ميزا ممثلة مكسيكية.[2]
- 19 فبراير – بلاك مان

### مارس
- 2 مارس – فرنسيسكو روبلس أورتيغا
- 9 مارس – إيرنيستو فرنانديز مبارز بالسيف مكسيكي.
- 12 مارس – ليونيل ساندوفال فيغيروا سياسي مكسيكي.
- 16 مارس – ماركوس كارلوس كروز مارتينيز سياسي مكسيكي.
- 24 مارس – خوسيه غارسيا أورتيز سياسي مكسيكي.
- 26 مارس – ألفارو غيريرو ممثل مكسيكي.
- 31 مارس – خوان مورا كاتلت مخرج أفلام مكسيكي.

### أبريل
- 22 أبريل – جيراردو رويز أسبرتسا سياسي مكسيكي.

### مايو
- 7 مايو – سانتياغو غيريرو غوتيريز سياسي مكسيكي.
- 11 مايو – ماكسيمو سوتو غوميز سياسي مكسيكي.
- 17 مايو – فاوستو فاليجو سياسي مكسيكي.
- 26 مايو – ريكاردو أريدوندو ملاكم مكسيكي.
- 29 مايو – جايمي ريفيرا سباح مكسيكي.

### يونيو
- 1 يونيو – لويس والتون سياسي مكسيكي.
- 3 يونيو – خيسوس زونيغا روميرو سياسي مكسيكي.
- 20 يونيو – فلورنتينو كاسترو لوبيز سياسي مكسيكي.
- 26 يونيو – أرتورو فاسكيز لاعب كرة قدم مكسيكي.[3]

### يوليو
- 2 يوليو – خوسيه مانويل دياز ميدينا سياسي مكسيكي.

### أغسطس
- 8 أغسطس – إدغار موراليس[4]
- 10 أغسطس – كارلوس بالومينو ملاكم مكسيكي.[5]

### سبتمبر
- 3 سبتمبر – فرنسيسكو هرنانديز خواريز سياسي مكسيكي.

### أكتوبر
- 4 أكتوبر – فرنسيسكو سلفادور لوبيز بريتو سياسي مكسيكي.
- 21 أكتوبر – سانتياغو لوبيز بيسيرا سياسي مكسيكي.
- 24 أكتوبر – فرنسيسكو رافاييل أريلانو فيليكس بارون المخدرات مكسيكي.

### نوفمبر
- 4 نوفمبر – لويس ماريا أغيلار موراليس
- 8 نوفمبر – إدواردو راموس لاعب كرة قدم مكسيكي.[6]

## وفيات

### سبتمبر
- 7 سبتمبر – خوسيه كليمنتي أوروزكو (مواليد 1883) فنان مكسيكي.[7]

### نوفمبر
- 13 نوفمبر – أمادو أغيري سانتياغو (مواليد 1863)